# نودار أكالكاتسي
نودار أكالكاتسي (بالروسية: Nodar Akhalkatsi) (من مواليد 2 يناير 1938 وتوفي في 24 يناير 1998) هو مدرب كرة قدم جورجي سابق، درب العديد من الأندية الأوربية.
كان أبرزها نادي دينامو تبليسي والذي فاز معه بلقب كأس الكؤوس الأوروبية في عام 1981.